# كونراد الثاني، كونت أوكسار
كونراد الأصغر (توفي.876)؛ كان كونت أوكسار من 864 حتى وفاته؛ هو الابن كونراد الأول من أوكسار وأديلايد من تور، وهو شقيق الأكبر لـ هيو أبوت، وبالتالي هو أحد أفراد فرع بورغندي من أسرة فلف الأكبر، وأيضا هو الأخ الغير الشقيق لـ ملوك فرنسا لاحقاً أودو وروبرت الأول.
ومع محاولة إقناع بين ابن عمته شارل الأصلع وشقيقه لودفيغ الألماني الذي أرسله في محاولة تجسس على ابن عمته إلا أن هذا الأخير قام بمكأفاته بسخاء، مما أدى إلى خسارة مملتكات في بافاريا، بذلك أصبح دوق بورغندي العليا منذ ذلك الحين حتى حوالي.864.
تزوج من جوديث ابنة الدوق ابيرهارد من فريولي، ثم من فالدرادا من فورمس وانجبت له ابناً واحداً رودولف الذي أصبح لاحقاً ملك بورغندي العليا وابنة أديلايد من أوكسار تزوجت من ريتشارد، دوق بورغندي، لهم ذرية.